# Земпл
Земпл (англ. Zemple) — город в округе Айтаска, штат Миннесота, США. По данным переписи за 2010 год число жителей города составляло 93 человека. Земпл был организован в 1911 году, он был назван в честь Р. Т. Земпла, который владел большей частью земли города и стал его первым мэром.

## Географическое положение
По данным Бюро переписи населения США город имеет общую площадь в 2,07 км². Земпл расположен на берегу озера Лич.

## Население
В 2010 году на территории города проживало 93 человека (из них 53,8 % мужчин и 46,2 % женщин), насчитывалось 29 домашних хозяйств и 22 семьи. На территории города было расположено 30 постройки со средней плотностью 14,5 построек на один квадратный километр суши. Расовый состав: белые — 93,5 %, коренные американцы — 5,4 %.
Население города по возрастному диапазону по данным переписи 2010 года распределилось следующим образом: 38,7 % — жители младше 21 года, 46,2 % — от 21 до 65 лет и 15,1 % — в возрасте 65 лет и старше. Средний возраст населения — 34,8 лет. На каждые 100 женщин в Земпле приходилось 116,3 мужчин, при этом на 100 совершеннолетних женщин приходилось уже 84,4 мужчин сопоставимого возраста.
Из 29 домашних хозяйств 75,9 % представляли собой семьи: 58,6 % совместно проживающих супружеских пар (27,6 % с детьми младше 18 лет); 13,8 % — женщины, проживающие без мужей, 3,4 % — мужчины, проживающие без жён. 24,1 % не имели семьи. В среднем домашнее хозяйство ведут 3,21 человека, а средний размер семьи — 3,59 человека. В одиночестве проживали 37,2 % населения, 6,8 % составляли одинокие пожилые люди (старше 65 лет).
В 2015 году из 72 человек старше 16 лет имели работу 30. В 2014 году медианный доход на семью оценивался в 24 583 $, на домашнее хозяйство — в 23 333 $. Доход на душу населения — 13 064 $ в год.